# Lijst van burgemeesters van Halderberge
Dit is een lijst van burgemeesters van de Nederlandse gemeente Halderberge in de provincie Noord-Brabant sinds het ontstaan in 1997 bij de samenvoeging van de gemeenten Hoeven, Oudenbosch en Oud en Nieuw Gastel.
| Ambtsperiode | Naam burgemeester            | Partij of stroming | Bijzonderheden    |
| ------------ | ---------------------------- | ------------------ | ----------------- |
| 1997 - 2010  | André Osterloh               | PvdA               |                   |
| 2010 - 2011  | Peter Neeb                   | VVD                | waarnemend        |
| 2011 - 2016  | Giel Janssen                 | VVD                |                   |
| 2016 - 2019  | Jobke Vonk-Vedder            | CDA                | [ 1 ] [ 2 ] [ 3 ] |
| 2019 - 2020  | Hélène van Rijnbach-de Groot | CDA                | waarnemend        |
| 2020 - 2025  | Bernd Roks                   | VVD                | [ 5 ] [ 6 ]       |
| 2025 - heden | Anne Mulder                  | VVD                | waarnemend        |